# Ballerup
Ballerup is een gemeente in Denemarken in de regio Hoofdstad. Tot 1 januari 2007 behoorde de gemeente tot de provincie Kopenhagen. Bij de gemeentelijke herindeling van 1 januari 2007 bleef de gemeente zelfstandig. Ballerup telt 48.602 inwoners (2020).

## Plaatsen in de gemeente
- Ballerup
- Måløv
- Skovlunde

## Geboren in Ballerup
- Matti Breschel (1984), wielrenner
- Nicolai Jørgensen (1991), voetballer
- Nicolai Boilesen (1992), voetballer
- Nicoline Sørensen (1997), voetbalster